# محصول یخی
محصول یخی (به انگلیسی: The Ice Harvest) فیلمی محصول سال ۲۰۰۵ و به کارگردانی هارولد ریمیس است. در این فیلم بازیگرانی همچون جان کیوسک، بیلی باب تورنتون، کانی نیلسن، رندی کواید، اولیور پلات، مایک استار، ند بلامی و دیوید پاسکیسی ایفای نقش کرده‌اند.